# Eumops wilsoni
Eumops wilsoni és una espècie de ratpenat de la família dels molòssids. És oriünd de Sud-amèrica.

## Descripció

### Dimensions
És un ratpenat de petites dimensions, amb una llargada del cap i el cos de 126,9 mm, la llargada de l'avantbraç de 58,2 mm, la llargada de la cua de 46 mm, la llargada del peu de 13,1 mm, la llargada de les orelles de 21,8 mm i un pes de fins a 26,3 g.

### Aspecte
Es tracta d'una forma críptica visualment indistingible d'E. glaucinus, del qual es diferencia en algunes diferències del cariotip, que és 2n=38 FNa=54.

## Biologia

### Alimentació
S'alimenta d'insectes.

## Distribució i hàbitat
Aquesta espècie és coneguda en una localitat de l'Equador sud-occidental, a l'illa de Puná i en una localitat del Perú nord-occidental.
Viu als boscos tropicals secs.

## Estat de conservació
Com que fou descoberta fa poc, l'estat de conservació d'aquesta espècie encara no ha estat avaluat formalment.